# Прощення

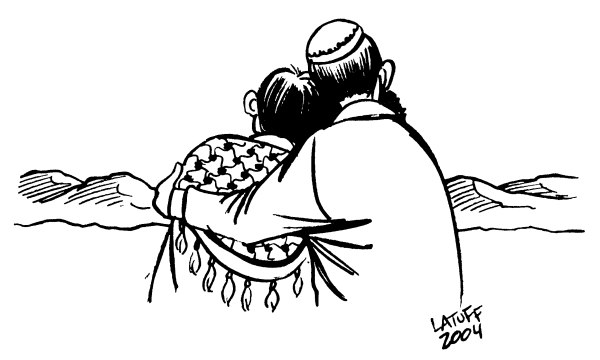
Прощення

Проще́ння — процес припинення відчуття образи, обурення чи гніву щодо особи за сприйнятий злочин чи провину, чи інакше — припинення домагатися покарання чи відшкодування, відмова від болісних переживань, прощання з ними.
Прощення це мислительний духовний акт звільнення від почуття гніву, роздратування чи обурення щодо іншої людини через її небажані дії чи образи. Прощення є звільненням від гніву та роздратування через усвідомлення причин, що спричинили ці почуття, а звідси намір раціонального подолання подразників. Через прощення особа звільняється від негативних емоцій і заново здобуває можливість об'єктивної оцінки фактів.
Прощення — це звільнення іншої людини від нашого осудження.
Прощення не виправдовує поведінку іншої людини щодо нас.
Прощення — це вибір. Ми можемо вибрати прощення усупереч діям або ставленню іншої людини.
Прощення — це рішення побудувати зруйновані мости.
Прощення — це бажання примирення і вчинок любові.